# 科雷古丹塔
科雷古丹塔是巴西米纳斯吉拉斯州的一个市镇。总面积644.92平方公里，总人口3423人，人口密度5.3人/平方公里。